# 草木塔

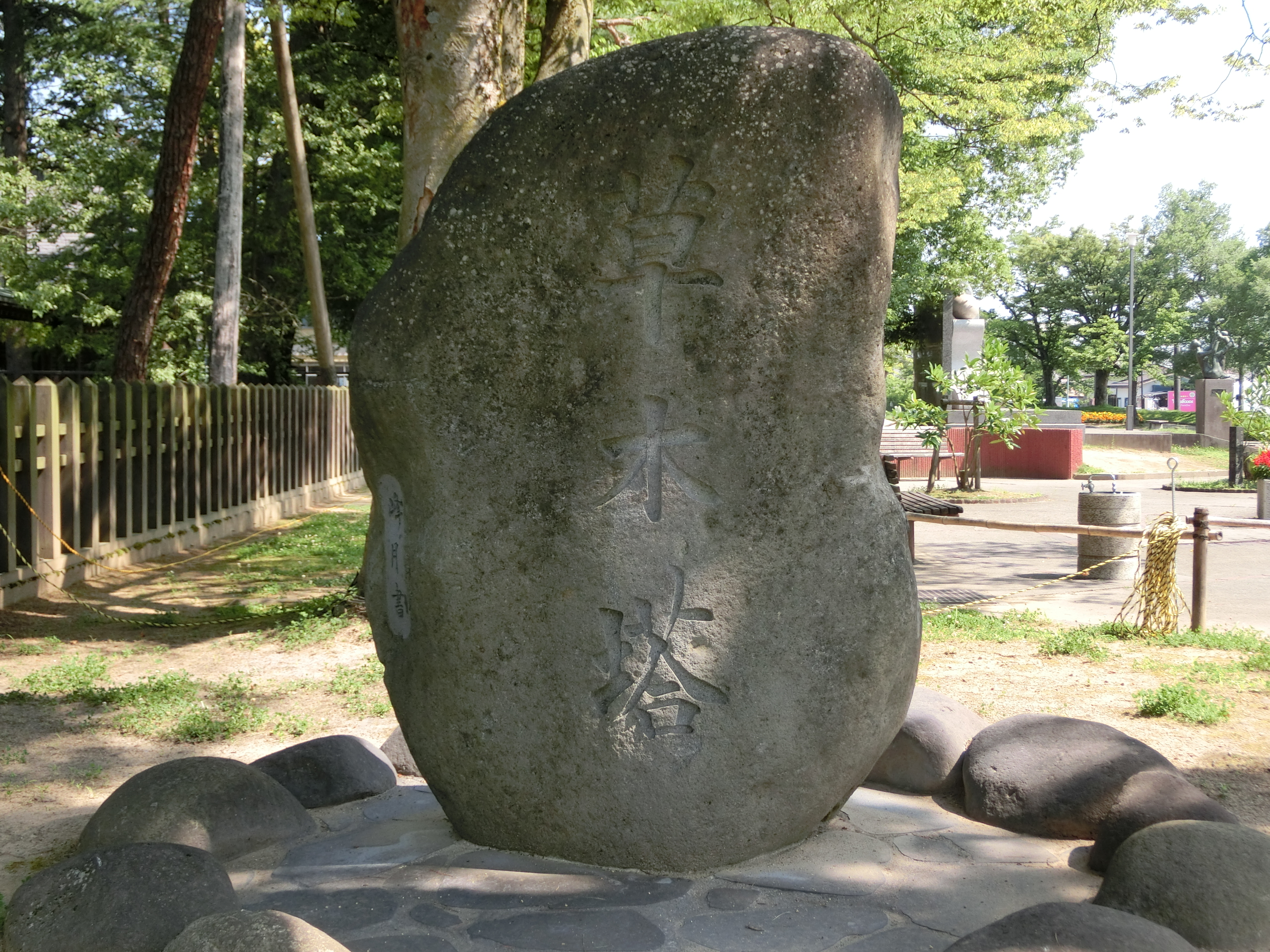
草木塔（山形県米沢市丸の内）

草木塔（そうもくとう）とは、草木に感謝し、その成長を願って建立されたと伝えられる石碑のこと。1772年（安永元年）に米沢藩の江戸屋敷が焼失、その再建のために山形県米沢市大字入田沢字塩地平の山林の木々が伐採され、1780年（安永9年）の4月17日にも、現在の米沢市粡町・銅屋町・立町などで大火があり、その復興のために大量の材木が伐採されたことに対する感謝の念が、建立するきっかけになったと推定されている。

## 概要

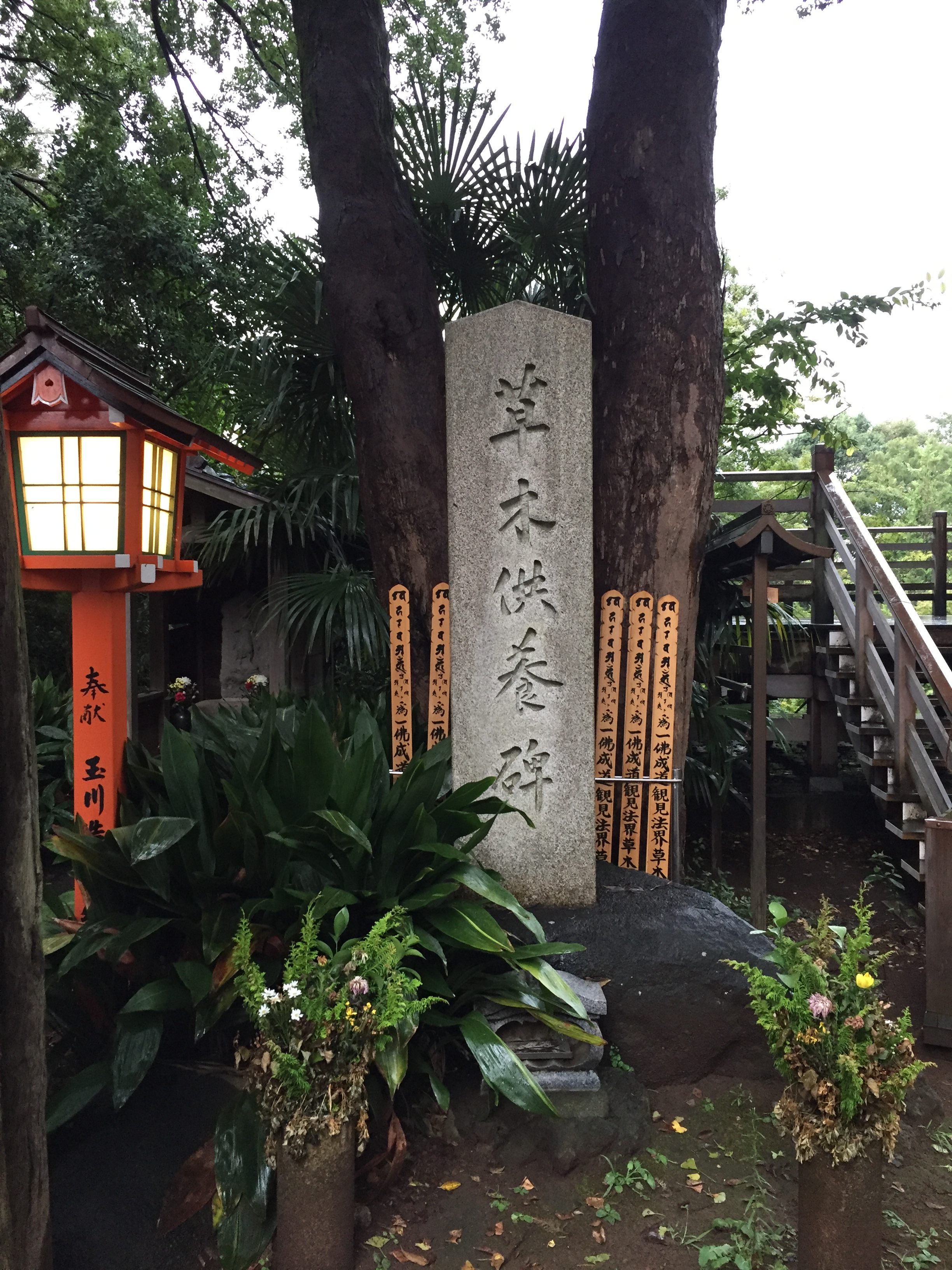
等々力不動尊の草木供養碑。2018年9月2日撮影

1780年（安永9年）、江戸時代、出羽国の米沢藩・上杉鷹山の時代に、米沢市大字入田沢に建てられたものが最初と伝えられ、高さ90cm、幅52cm、厚さ24cmの自然石に「草木供養塔」と刻まれている。他には「草木塔」、「草木供養経」、「山川草木悉皆成仏」などの碑文のものも確認されている。塔は自然石か、もしくは部分的に研磨されたものがほとんどで、日本国内に160期基以上が確認されている。そのうち9割ほどが山形県内、しかも置賜地方に集中していることから、鷹山の教化によるものという説もある。江戸時代以降も主に林業の盛んな地域に建てられており、米沢市万世町梓山、米沢市田沢、米沢市簗沢、米沢市綱木などの「木流し」が行われた所に多く建てられている。また米沢市と隣接する川西町では22基の草木塔が確認されている。1986年（昭和61年）、米沢市三沢公民館前に自然愛護の精神を後世に伝える趣旨のものが建立された。
2000年代に山形大学が、「自然と人間との共生」をテーマにした公募から選定した「やまがた草木塔ネットワーク」プロジェクト（応募者は土橋陸夫）を実施し、2007年に成果物として書籍と写真集を刊行した。
2019年2月、東京都町田市小野路町で、裏面に「元文」（1736年-1741年）と彫られている草木塔（高さ37センチメートル、幅21センチメートル）が発見され、国内現存最古の草木塔である可能性もあるという。

## 主な設置場所
- 1780年（安永9年）7月19日 - 山形県米沢市大字入田沢字塩地平（北緯37度51分15.19秒 東経139度59分25.63秒 / 北緯37.8542194度 東経139.9904528度）
- 1797年（寛政9年） - 山形県米沢市大字入田沢字白夫平
- 1816年（文化13年） - 山形県東置賜郡川西町大字大舟字大舟上
- 1859年（安政6年） - 福島県喜多方市
- 1863年（文久3年） - 岩手県和賀郡西和賀町
- 1865年（元治2年） - 岩手県米沢市口田沢上中原
- 1986年（昭和61年） - 山形県米沢市三沢公民館前
- 1965年（昭和40年） - 東京都世田谷区桜上水2-24-6、密蔵院（北緯35度39分42秒 東経139度37分44秒 / 北緯35.66167度 東経139.62889度）
- 東京都葛飾区柴又7-10-3、柴又帝釈天
- 滋賀県大津市坂本本町4220、比叡山延暦寺
- 1997年（平成9年）12月 - 山形県米沢市大字入田沢、道の駅田沢（北緯37度52分38.47秒 東経139度59分1.45秒 / 北緯37.8773528度 東経139.9837361度）
- 山形県山形市松波2丁目7番3号、山形大学附属中学校
- 2007年（平成19年） - 山形県山形市小白川町、山形大学小白川キャンパス人文学部棟南側